# Амур (Республика Алтай)
Аму́р (алт. Амыр) — село в Усть-Коксинском районе, Республика Алтай. Административный центр Амурского сельского поселения.

## География
Село находится в Абайской степи, в верхнем течении реки Кокса в 38 км к северо-западу от села Усть-Кокса, в 184 км к юго-западу от Горно-Алтайска.
Ближайшие населённые пункты
Абай, Юстик, Красноярка, Улужай, Талда.
Уличная сеть
В селе 9 улиц и 2 переулка.
Климат
Данному региону присущ резко континентальный климат, для которого характерна резкая смена дневных и ночных температур. Средняя температура летом +15 градусов, возможны подъёмы до +35, зимой средняя температура −20, но может опускаться до −45, а иногда и до −50 градусов. Количество осадков неустойчиво, средний показатель 517 мм.

## История
Точная дата основания села Амур не установлена. Предположительно, село было основано в конце XIX века.
История Амура тесно связана с историей соседнего села Абай и совхоза «Амурский». 
Село Амур возникло в конце XIX века в 4 км от Абая. 
Во времена Великой Отечественной войны старое село Амур перестало существовать, а в 1959 году на место бывшего села приехали молодые животноводы из деревни Бурунда, затем к ним присоединили жителей села Зерновое. Эта дата стала официальной в истории села.
Нет единого мнения и по поводу названия населённого пункта. Русские поселенцы связывали его с рекой Амур, коренные жители Алтая утверждают, что имя произошло от алтайского «амыр», что значит «мирный».

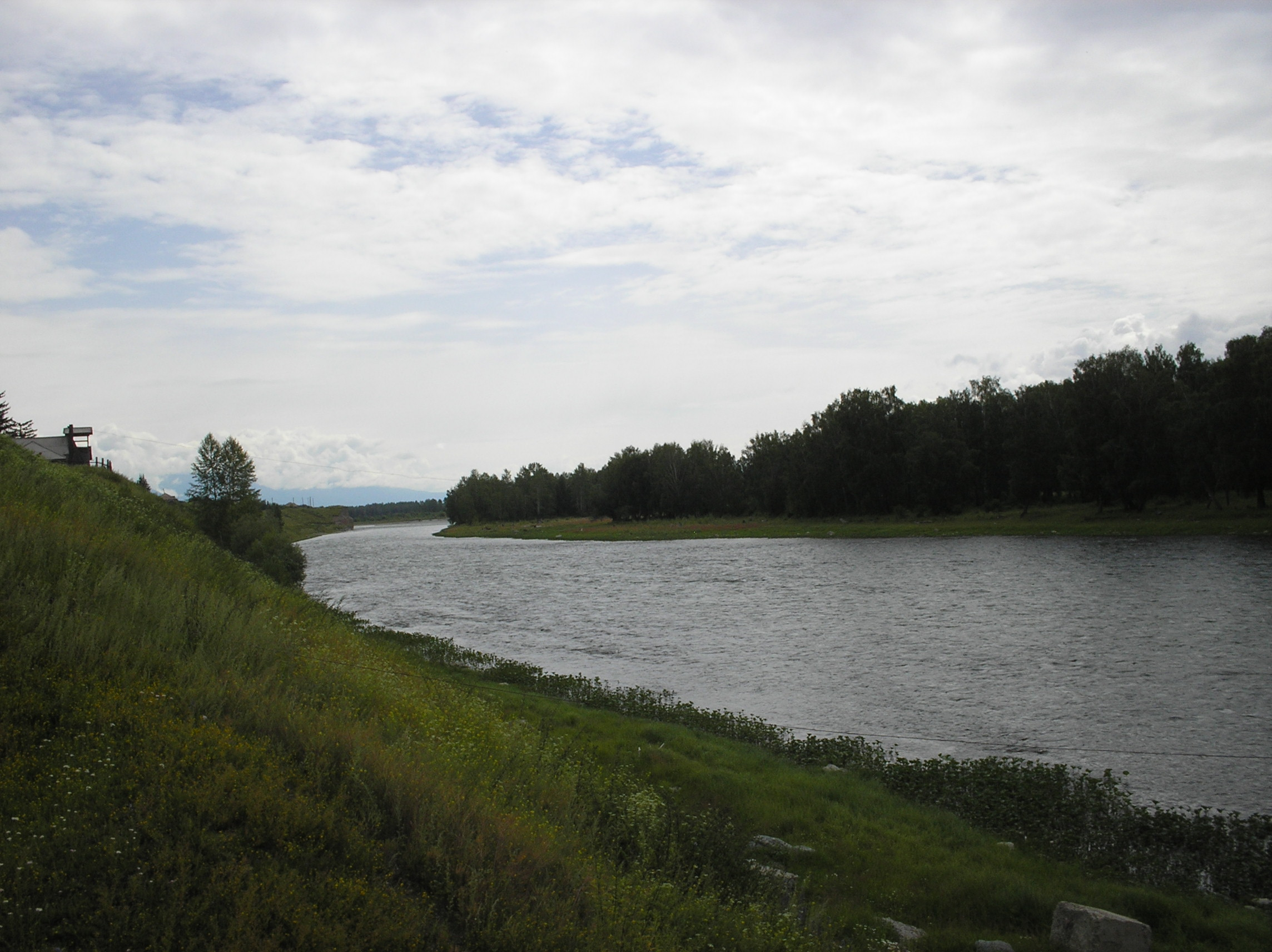
Река Кокса

## Население
| 2010 | 2011 | 2012 | 2013 | 2014 | 2015 | 2016 |
| ---- | ---- | ---- | ---- | ---- | ---- | ---- |
| 830  | ↗832 | ↘809 | ↘798 | ↘778 | ↘765 | ↘763 |

## Известные уроженцы, жители
13 декабря 2020 в селе скончался Владимир Николаевич Тюлентин (1953—2020) — российский государственный деятель, политик, Председатель Государственного Собрания Республики Алтай (2016—2020).

## Инфраструктура
Медицинское подразделение Усть-Коксинской ЦБР открыто в 1955 году, в 1986 сделан капитальный ремонт.
После капитального ремонта 2012 году вновь заработала МБОУ «Амурская СОШ», до ремонта здание, построенное 1967 году, находилось в аварийном состоянии. Отремонтирован спортивный зал. На базе школы в 2017 году создан спортивный клуб. 30 сентября 2002 года в Амурской СОШ открыт краеведческий музей. Основные экспозиции посвящены Великой Отечественной войне; предметам быта и ремесел начала и середины XX века; собранию вещей из интерьера середины XX века; исторической символике пионерии и комсомола; есть экспонаты, рассказывающие об истории школы; представлены фотоальбомы из жизни учеников и учителей.
Установлен обелиск в честь павших в Великой Отечественной войне воинов (памятник местного значения). Работает ДОУ «Улыбка» В 1967 году в Амуре был открыт сельский клуб, работающий и сегодня. При СДК «Амурский» есть библиотека.
В селе есть цифровое телевидение и интернет.
24.01.2020 в селе открыта крупнейшая в Сибири солнечная электростанция мощностью 40 МВт.

## Экономика
Сельскохозяйственный производственный кооператив «Амурский» — одно из крупнейших мараловодческих хозяйств района, занимается заготовкой пантов и мяса маралов. Предприятие работает с 2002 года, вначале занимался разведением племенных коней, которые регулярно принимают участие в скачках местного и регионального значения. Теперь в хозяйстве разводят также ослов, мулов и лошаков, овец, коз, оленей и свиней, производят молоко (мощность — 7 тонн в сутки) и сыр.

## Туризм
В Абайской долине, окруженной лесом и горами, находится гора Камза. Она привлекает туристов и примечательна тем, что является для жителей села своеобразным барометром: перед дождем над ней всегда «курится» облако, что послужило причиной её названия. В переводе с алтайского языка «камза» — курительная трубка. Горы Тюдукту, Акташ, Куркурек, расположенные неподалеку от села Амур, славятся знаменитыми «белками», привлекающими туристов.
Туристическая база «Бриз» в селе Амур работает круглый год.

## Транспорт
Основной вид транспорта — автомобильный.
Вблизи села проходит автодорога 84К-134 (Амур — Усть-Кан ― 73 км, Усть-Кан — Чуйский тракт ― 90 км). Автодорога связывает сёла Уймонской долины с Чуйским трактом, находится в аварийном состоянии. В 2019 году начались работы по масштабному ремонту региональных дорог в Республике Алтай в рамках национального проекта «Безопасные и качественные автомобильные дороги».